# Зцілення прокаженого

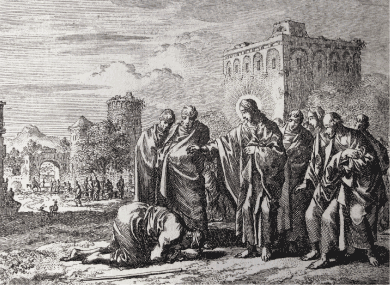
Ян Луйкен. Зцілення прокаженого — ілюстрація до Євангелія від Марка

Зцілення прокаженого — євангельська подія, одно з чудес Ісуса Христа описана у синоптичних Євангеліях (Мт. 8:1–4; Мр. 1:40–45; Лк. 5:12–15).

## Біблійні оповідання
Згідно з Євангелієм від Матвія, коли Ісус Христос зійшов з гори після Нагірної проповіді, за ним пішла велика кількість людей. Підійшов до Нього чоловік, хворий на проказу, став на коліна перед Ним і звернувся, кажучи: «„Господи, коли захочеш, зможеш мене очистити.“». Євангелисти Марко та Лука не пов'язують вірш із Нагірною проповіддю.
Ісус Христос простягнув руку і торкнувся чоловіка. «Хочу, очисться!» Миттєво чоловік зцілився від прокази. Тоді Ісус сказав йому: «Гляди, не кажи нікому, а йди, покажися священикові й принеси дар, приписаний Мойсеєм, їм на свідоцтво.».
Натомість у євангелистів Марка та Луки він вийшов і почав вільно розмовляти, поширюючи новини. Як результат, Ісус більше не міг відкрито увійти до міста, а залишився поза ним в одиноких місцях. Проте люди все ще приходили до Нього звідусіль.

### Порівняння синоптичних Євангелій
| # | Мр. 1:40–45                                                                                           | Лк. 5:12–15                                                                                           | Мт. 8:1–4                                                                                            |
| - | --- | --- | --- |
| 1 | І приходить до нього прокажений, благає його та,                                                      | І от, як він був в однім з міст, з'явився чоловік, увесь у проказі. Побачивши Ісуса,                  | Коли ж Ісус сходив з гори, йшла слідом за ним сила народу. 2І приступив до нього прокажений,         |
| 1 | припавши на коліна, каже йому:                                                                        | він упав ниць і почав його благати:                                                                   | вклонивсь йому і мовить:                                                                             |
| 1 | Якщо хочеш, то можеш мене очистити.                                                                   | Якщо хочеш, то можеш мене очистити.                                                                   | “Господи, якщо ти хочеш, можеш мене зробити чистим.”                                                 |
| 2 | І, змилосердившись, Ісус простягнув свою руку, доторкнувсь його і сказав до нього:                    | Ісус простягнув руку, доторкнувсь до нього і каже:                                                    | Ісус простягнув руку й доторкнувсь до нього, кажучи:                                                 |
| 2 | Хочу, будь чистий!                                                                                    | | |
| 3 | І вмить проказа зійшла з нього, і став він чистий.                                                    | І вмить покинула його проказа.                                                                        | І він негайно же очистився від прокази.                                                              |
| 4 | І, звернувшись до нього суворо, негайно відпустив його                                                | – | – |
| 5 | й мовив йому: Гляди ж, нікому не кажи нічого,                                                         | І наказав йому: “Нікому не говори,                                                                    | Тоді Ісус промовив до нього: “Гляди, не кажи нікому,                                                 |
| 5 | а йди та покажися священикові, ще й принеси за твоє очищення, що повелів був Мойсей, їм на свідоцтво. | а йди та покажися священикові, ще й принеси за твоє очищення, що повелів був Мойсей, їм на свідоцтво. | але йди та покажись священикові і принеси дар за твоє очищення, як наказав Мойсей, їм на свідоцтво.” |

## Старий Завіт
У Книзі Левіт, розділі 13 викладено конкретні процедури поводження з особою, яка підозрюється у зараженні проказою. Людину мали привести до священника. Він повинен був би оглянути ураження, і після певного періоду спостереження, якщо стан людини не покращився, людину оголошували ритуально «нечистою».
Проказу вважали своєрідним прокляттям від Бога, глибокою нечистотою. Бути оголошеним нечистим через проказу означало, що нещасний повинен був порвати одяг і накласти покривало на верхню губу і бороду і кричати: «нечистий, нечистий». Оскільки євреї були стурбовані тим, що стан заразний, такі особи повинні були жити окремо за межами табору. Вигнані з громади, вони залишились без даху над головою, не маючи підтримки сім'ї та друзів. Наближаючись до Ісуса, чоловік порушив левітський закон. Доторкнувшись до прокаженого, Ісус також кидає виклик левітському закону, проте пригадав зціленому про те, що приписував Мойсеїв закон у цих рідкісних випадках видужання, а саме показатись священнику, щоби той визнав одужання і принести жертву за очищення. Напевно той зцілений пізніше виконав наказ Ісуса, але зразу почав частково переступати його, розповідаючи, що сталось. Наслідки розголосу зразу ж виявилися. До чудотворця приходити інші натовпи, щоби його почути, інші нещасливі щоби одержати здоров'я, так, що Ісус не міг ввійти у місто, а перебував у місцях усамітнення. І там на відлюдді молився (Лк. 5:10).